# Raznoczyńcy
Raznoczyńcy (ros. Разночинцы [rəznɐˈtɕintsɨ] – „ludzie z różnych klas”) – określenie rosyjskiej inteligencji w XVIII i XIX wieku pochodzącej ze zdeklasowanej szlachty, mieszczaństwa, duchowieństwa oraz drobnych urzędników. Raznoczyńcy odegrali znaczną rolę w rosyjskich ruchach rewolucyjnych z lat 1860–1880, zwłaszcza wśród narodników jak i Ziemi i Wolności. Wywarli wpływ na rozwój publicystyki demokratycznej oraz literatury.